# Hypoatherina valenciennei
Hypoatherina valenciennei är en fiskart som först beskrevs av Bleeker, 1853.  Hypoatherina valenciennei ingår i släktet Hypoatherina och familjen silversidefiskar. Inga underarter finns listade i Catalogue of Life.